# Rotunda, Cluj
Rotunda (în maghiară Keresztesvölgy) este un sat în comuna Buza din județul Cluj, Transilvania, România.